# 中島尚樹
中島 尚樹（なかしま なおき、1974年3月23日 - ）は、広島県広島市安佐北区可部南出身の広島ローカルタレント。ゲーム制作会社 709709.com代表、ゲームプログラマー。妻は同じく広島ローカルタレントの井上恵津子。2020年、広島県「特定健診受診促進キャンペーン」イメージキャラクターを妻・井上恵津子と共に就任。

## 概要
- 1994年 福山大学経済学部3年の時、大下友也と共に漫才コンビ「ファンキー4」を結成。
- 1995年 広島ホームテレビ『たわわのTARZAN』でグランドチャンピオンを獲得。
- 1996年 広島ホームテレビ『西田篤史のテレビランド』に出演、以降広島ローカルタレントとして活動中。
- 2000年  ネットゲーム初公開作品「ナカシマクエスト」発表。
- 2005年  ネットゲームよくあるシリーズ一作目「よくある脱出ゲーム」発表。
- 2007年  携帯ゲーム初公開作品「スクエア」発表。
- 2007年  ゲーム制作会社709709.comを設立、ゲームクリエイターとして幅広く活躍。
- 2007年 Broad Star Award 2007で「リフティングゲーム線引き」が特別賞を受賞。今やゲームクリエイターとして名高い。
- 2010年4月1日 ローカルタレントの井上恵津子（1977年2月3日 - ）と結婚（プロポーズは南区元宇品のdining cafe graceでランチ中に[7]。新婚旅行は欧州[8]）。
- 2012年 劇団アグレッシブ、旗揚げ。座長。
- 2014年3月23日 劇団マージブル、旗揚げ。主宰。
- 2014年8月18日 ひろしまジン大学にて先生として授業「広島ローカルタレント都市伝説」を行う[9]。
- 2016年11月23日、中島尚樹芸能生活20周年記念ディナーショーをBLUE LIVE HIROSHIMAで開催[10]。
- 2017年5月24日、広島県みんなでおせっかい「こいのわ」プロジェクトから依頼されて中島尚樹らが手書きで制作した「こいのわ リアルストーリー」パラパラ漫画2篇が、第38回広島広告企画制作賞 電波広告部門 テレビCM15秒の部 銀賞を受賞[11]。受賞作は、広島県「こいのわプロジェクト」婚活イベントで出会って結婚し新しい命が誕生した夫婦の実話に基づいて制作されたパラパラ漫画CMである[12]。

## 人物
- ローカルタレント駆け出し時代、ラジオ番組のいろはを屋形英貴から、テレビ番組のいろはを西田篤史から学びこの2人には頭があがらない。
- 名字の読みは「ナカシマ」だが、「ナカジマ」と呼ばれても訂正しない。
- 広島ホームテレビ『ホビーの匠』がインターネット放送局のGyaO、広島ホームテレビ『アグレッシブですけど、何か?』がテレビ朝日系列13局で放送された。
- 広島ホームテレビ『ホビーの匠』の番組メインキャラクター「ソレシカ」のデザインを行った。
- 2009年には広島ホームテレビ『北斗晶の鬼嫁運動記者倶楽部』放送100回記念 カープ応援グッズ 勝どきTシャツのデザインをイラストレーターとして担当。
- 尊敬するイラストレーターはジェイミー・ヒューレット。
- 尊敬する漫画家は尾田栄一郎。
- 座右の銘は「知らぬが仏」「そっとしといて」「人生は選択の連続」。
- 2010年公開映画『秘密結社鷹の爪 THE MOVIE 3』では、声優として参加。また中島がキャラクターとして出演する他、中島が描いたTOHOシネマズ緑井の支配人も登場する。
- 2000年6月に開設された中島尚樹公式サイト「RESULTLESS IMPACT」は、当初からの公約どおり「コンスタントに更新し10年続ける」を有言実行し、10年経った2010年6月に閉鎖された。
- 2012年9月、第1回日本ビール検定3級合格。
- ケツメイシの携帯キャリア公式サイト「CLUBケツメイシ」内コンテンツのケツゲーの制作を一作目を除いて担当している。
- 妻・井上恵津子と、婚前旅行で台湾、新婚旅行でフランクフルト、ミラノ、ヴェネチアを周遊、その後、ハワイ、パラオ、マレーシア、シンガポール、バリ島、セブ島、ベトナム、オーストラリア、ドバイ、アブダビなど毎年一緒に海外旅行をしている[13][14][15][16][17][18][19][20][21][22][23][24][25]。
- 禁酒、禁煙をしており、禁おやつも始めた[26]。禁酒は「仕事と旅行は解禁」ルールで、禁おやつも同様のルールである[26]。
- 可部高校時代、モスバーガーでアルバイト（フロア担当）をしていた。

## テレビ

### 現在の出演
- ひろしま満点ママ!! （2015年3月30日〜2021年2月：月曜レギュラーコメンテーター、2021年3月〜：隔週月曜レギュラーコメンテーターTSSテレビ新広島）隔週月曜レギュラーコメンテーター
  - コーナー「聞いてよれれモン!ぼくらのキモチ」（2017年4月〜出演終了） れれモン[27](声の出演)役　毎週月曜
- テレビ派 （2017年4月3日 - 、HTV広島テレビ）コーナー「沿線遺産」リポーター 毎週月曜～木曜
  - 金曜コーナー「テレビ de ファンディング」（2020年4月 - ）
  - 2021年GW「沿線遺産 城めぐり」（2021年5月）
- STU48のくらコン（2020年4月29日 - 、TSSテレビ新広島）MC 毎月最終火曜 24:25 - 24:55
- カープ道 （2016年4月16日〜、HOME広島ホームテレビ）MC 毎週水曜 深夜24時15分〜
- eスポーツ道（2019年7月 - 、HOME広島ホームテレビ）MC 水曜深夜 不定期
- カープ道×ひろしま県民テレビ（2018年5月 - 、広島ホームテレビ）  生徒(MC)　不定期
- テレビ派増刊号（2017年 - 、HTV広島テレビ） 日曜6：30-7：00　不定期で「沿線遺産」を再放送
- 競輪塾（2022年5月2日6月7日12月12日・2023年2月14日12月5日12月12日）MC

### 過去の出演

#### 広島ホームテレビ（HOME）
- たわわのTARZAN （1995年12月～終了）
- 西田篤史のテレビランド （1996年4月～2000年3月）
- げっきんLIVE （2000年4月～終了）
- 定ちゃんのきゃっちキャッチ （2001年10月～終了）
- 廣島悠遊MAGAJIN TABIVITA（台湾にて放送） （2002年4月～終了）
- 驚き桃の木ナオキの樹 （2002年4月～2016年3月26日）
- MODEL-ROOM.COM （2003年4月～終了）
- 広島SeeSaw （2004年4月～同年10月）
- ホビーの匠 （2006年7月～2015年3月28日）
- アグレッシブですけど、何か? （2007年4月～2015年3月18日）
- ゆっきー@カフェ （2007年12月5日 - 2007年12月25日（全4回））
- 広島発深夜バラエティよなよなテレビ『デルゲーツ』 （2015年4月20日～2017年3月27日） 毎週月曜25時30分～
- カープ道 （インターネット限定番組(広島ホームテレビのHP、又は、広島ホームテレビ公式YouTubeチャンネル)：2015年7月18日午前10時配信開始(第1回)[28]～ / 第1・3・5土曜：2016年4月16日[29]～2017年4月1日）
  - 新春!朝までホームテレビ （2016年1月1日深夜） 『カープ道』地上波初放送[30]　ラインナップ　・「カープ選手の家族の事情」（講師：梵 大英）/・「ユーティリティプレイヤーの引退後」（講師：木下富雄）/・「太田川で仙人さんぽ」（講師：安仁屋宗八）
  - Istyle presents カープ道 野球教室編 （2017年1月7日午前11時25分～11時45分）[31]
  - カープ道SP 広島最遅！？優勝特番！ 祝！カープV8というより目指せ日本一（2017年10月6日深夜）
- ボートヒーローズ（2015年6月5日・12日、 広島ホームテレビ） ボートレース宮島を題材にドラマ仕立て
- 鯉のはなシアター
  - #58 ｢今からでも間に合う！鯉のベタばなシアター『八人の侍』｣（2015年9月30日）
  - #59 ｢今からでも間に合う！鯉のベタばなシアター『たる募金』｣（2015年10月7日）
  - #136 ｢鯉のベタばなシアター なぜそもそも"カープ"になったのか？｣（2017年8月23日）
- 恋とか愛とか（仮） （2015年 - ）2015年から4年連続でHOMEぽるフェス公開収録での上映エピソードの脚本を書いた。
  - Episode2「たくらむ女」（2015年） 兄 役
  - Episode6｢どっちつかずな女｣（2015年） ダンス講師 役
  - スピンオフSP｢お古な男｣（2015年12月3日） 中島（42） 役 双子の兄 尚也 役（古着屋経営）としても演じた
  - Episode12｢笑えない女｣（2016年） 怒る客 役
  - Episode15｢揺れる女｣（2016年） お客 役
  - "夏の"恋とか愛とか（仮）〜忘れられない女性がいる〜恋愛マエストロが広島ロケ!〜ロケ地巡りでコイカリファミリーに遭遇!〜（2016年8月18日）
  - Episode16｢ストイックな男｣（2016年） アナウンサー部長 伊藤（44） 役
  - Episode17｢引きずる女｣（2016年） チハルの上司 役
  - Episode18｢抱かれたい女｣#3-Another Story（2016年10月27日） 居酒屋店員 役
  - Episode19｢選ばれない女｣（2016年） 客 役
  - Episode20｢我慢する女｣（2016年） カフェの店員 役
  - スピンオフSP2｢崖っぷちな女｣（2017年1月12日） 中島（40）役
  - Episode21｢隠される女｣#3-Another Story（2017年2月9日） 中島（家具店員勤務）役
  - Episode23｢不適合な男｣#3-A （2017年4月20日） ワインバーの客 役
  - Episode24｢ウブな女｣#1（2017年5月4日） マナの上司 中間課長 役
  - Episode25｢二面性のある男女｣#1（2017年6月1日） 中島P（テレビプロデューサー）役
  - 夏休みSP｢逃げがちな男｣#2-Another Story（2017年8月17日） 通りすがりのゲイ 役
  - 夏休みSP｢覚醒する女｣｣#2-Another Story（2017年8月31日） バー店員 役
  - Episode27｢アタックする女｣#3-Another Story （2017年9月28日） 廊下ですれ違った中島先生 役
  - Episode28｢自由を求める女｣（2017年10月5日） フィットネスクラブFitta人事部 中西（46） 役
  - Episode29｢ギャップのある女｣#1（2017年11月9日）#3-A（2017年11月23日）#3-Another Story（2017年11月30日） 田島タクシー運転手 高木文太 役
  - Episode31｢面食いな女｣#3-A（2018年2月22日） 結婚式の神父 役
  - 初1時間SP 〜広島×沖縄 美ら海をこえて ｢わやな男となんくる女｣（2018年3月29日） 居酒屋店長(45) 役
  - Episode33｢狙われる女｣（2018年5月） 宅配ピザ店員 役
  - スピンオフ「壊さない女」（2019年1月） 野村(45),瞳の夫 役
  - 放送200回直前特別企画 〜恋愛コンプライアンスを考える〜第1夜 コンプラな男（2019年9月6日） 井上(32)役
  - コイカリ×芸人SP第3弾「ノリで生きる男」（2019年11月） ショーパプ店長 役
  - 「恋とか愛とか(仮)」総集編（2019年12月12日）さいねい龍二と初回から振り返りトーク
  - 公開収録SP「戦う男」（2020年3月）大学教授 中島権八 役
  - Episode46「100％〇〇な女」（2020年7月）レストランのシェフ 役
  - コーナー「コイカリ街角恋愛相談室」リポーター
- 特別番組『恋すぽカープV7スペシャル 25年ぶりの優勝だから朝までいくぞ!!』 （2016年9月10日深夜）
- 広島ベストハウス 〜理想の家を見つけよう!（2017年2月17日、TSSテレビ新広島） 妻・井上恵津子と夫婦で出演
  - 広島ベストハウスPart2 〜教えます!注目のオススメ物件〜（2017年9月30日、TSSテレビ新広島） 妻・井上恵津子と夫婦で出演
- よなよなテレビのたまご
  - どうでもいい％〜男と女の統計学〜 （2017年7月7日・2017年7月14日） MC
  - どうでもいい％ （2017年9月1日・2017年9月8日） MC
- 特別番組『勝ちグセ。カープV8達成 力舞いて連覇スペシャル』（2017年9月18日深夜）
- テレビ派 沿線遺産特別編 カープ遺産（2018年2月2日） 宮崎県日南市
- 勝ちグセ。カープLIVEイン日南 カープ道（2018年2月6日・7日） MC　2月6日ゲスト：極楽とんぼ山本圭壱
- ぽるぽるLIVE 2018年4月の新番組のパーソナリティーオーディション ライブ配信!（2018年3月21日）MC
- ぽるぽるLIVE『ひろしま地下LIVE ぶちアゲ↑7↓ダウン』（2018年4月19日 - 2019年3月）毎週木曜MC
- ドライブオススメぐり 〜どんなクルマと、どんな時間を。 produced by カーセンサー（2019年1月9日〜3月27日、HOME広島ホームテレビ）MC 毎週水曜23時15分〜
- ぽるぽるLIVE『カープキャンプLIVE 日南からやっちょるじ!』/（2019年2月5日・6日）14:00-16:00生配信（22:00-24:00再配信）MC
- ぽるぽるTV『ひろしま地下LIVE ぶちアゲ↑7↓ダウン』（2019年4月11日 - 2020年2月27日）毎週木曜MC
- ひろしま県民テレビ 特別番組「中山間地域を盛り上げる！ひろしま里山・チーム500」（2019年11月30日）リポーター
- 2020年 HOME｢勝ちグセ。Carp TV｣ in 日南キャンプ（2020年2月1日・2日）MC
- ココ!ブランニュー（ - 2020年9月27日）MC　毎週土曜午前10時30分〜11時15分
- 広島県民テレビ〜県民つながる研究課〜（2020年4月26日 - 2022年3月、広島ホームテレビ）県民代表
- 5upサタデー（2021年）リポーター

#### テレビ新広島（TSS）
- とことんブチバリッ!（2002年12月～終了）
- ナオキング調査団[32][33][34]（2016年10月～2017年3月） 毎週水曜日22時54分～23時、および、再放送：日曜日6時10分～6時15分
- 海と大地のひろしま食堂 年末SP 〜夫婦愛vsコンビ愛!冬の最強鍋決定戦!〜（2016年12月27日深夜） 妻・井上恵津子と夫婦で出演
- STU48のがんばりまSU!（2017年8月19日（18日深夜生放送）・9月30日（29日深夜）・10月 - 2020年4月1日、TSSテレビ新広島） MC　毎月最終火曜深夜
- 全全全力応援デー カープめざせ日本一!スポラバCS前夜祭SP （2017年10月17日） 「全全全力!カープ必勝カプラ」 中島尚樹らが国立江田島青少年交流の家でカープ33年ぶりの日本一を祈願して33,000個のカプラに挑戦!
- ナオキング調査団Z（2017年10月6日 - 2018年3月16日、TSSテレビ新広島） MC：ナオキング　毎週金曜22：52～22：55
- ナオキング調査団3〜MITSUBOSHI〜（2019年1月11日 - 3月29日、TSSテレビ新広島）毎週金曜22:52〜 / 再放送：日曜08:25〜 ナオキング（MC）、妻・井上恵津子もカイコ役で出演
- ナオキング調査団 4チューバー（2020年1月19日 - 、TSSテレビ新広島）MC：ナオキング　毎週日曜8:25-8:30
- 海と大地のひろしま食堂（2021年5月 - 7月、テレビ新広島）妻・井上恵津子と中島家の仲良し夫婦として出演
- やぎうまサンデー（2020年 - 2021円）リポーター

#### 広島テレビ（HTV）
- もっと広島に恋しよう 金ぶち[35]　第3回 目指せ絶景!露天風呂トラックの旅 （2015年12月18日） 番頭 役
- 広島歌唱王2016（2016年10月7日深夜） MC
- よくばりアリス（2017年1月20日 - 2019年3月2日） コーナー「よくばりLOVERS」コンシェルジュ
  - 2017年1月20日ゲスト りゅうちぇる
  - 2017年2月10日ゲスト チャンカワイ
  - 2017年3月17日ゲスト 西村知美
  - 2017年5月5日ゲスト 森口博子
  - 2017年5月19日ゲスト 石田純一
  - 2017年7月28日ゲスト 横澤夏子
  - 2017年8月4日ゲスト 遼河はるひ
  - 2017年9月1日ゲスト サンドウィッチマン
  - 2017年9月29日ゲスト 渡辺徹
  - 2017年10月27日ゲスト 橋本マナミ
  - 2018年1月19日ゲスト マギー
  - 2018年3月2日ゲスト 柳原可奈子
- ピッピと学ぶ イキイキ長生き検定 今すぐ実践! 3つの健康スイッチを大公開（2017年6月3日）
  - ピッピと学ぶ イキイキ長生き検定 PART2 健康寿命は腸で決まる!美腸を作る3種の神器SP（2017年11月18日）
- 広テレ歌唱王2017（2017年10月6日深夜） MC
- テレビ派 沿線遺産 新春スペシャル（2018年1月3日） MC
- 広テレ歌唱王2018（2018年11月7日、『テレビ派』内で放送） MC
- 島ごと三ツ星レストラン 〜ご島地コンシェルジュと巡る感動10連発〜（2019年2月23日）オーナー(MC)：中島尚樹 - 広島・大崎上島 お客様：ギャル曽根、チャン・カワイ
- 広テレ歌唱王2020（2020年11月14日） MC
- お元気ですか？世界の広島さん〜こんな大変な時 何しとるん？〜（2021年2月27日） MC
- (鯉)石原代行サービス（2021年12月31日）

#### BS朝日
- 広島悠遊magazine TABIVITA（2004年10月～終了）

#### KBC九州朝日放送
- 野望研究所＜YABOLABO＞（2017年5月25日 - 2018年3月、KBC九州朝日放送　毎月最終木曜日25時20分～25時50分）

## CM
- ペットショップアミーゴ
- 愛媛銀行 ひめぎんクイックカードローン （2015年、2016年）
- Y!mobile 広島限定版 （2016年2月）
- サントリー ペプシストロング5.0GV 『広島』篇 15秒 （2016年6月）
- 広島県　パラパラ漫画 『みんなでおせっかい「こいのわ」プロジェクト』[36]（画：中島尚樹） （2016年9月） 中島尚樹MCテレビ番組『デルゲーツ』（広島ホームテレビ）による制作
- TOYOTA【ヴィッツ】This is, Vitz篇 120秒 広島弁ver.[37]（2017年1月12日公開、声の出演：中島尚樹）
- 日興ホーム[38]（2017年3月）
- ふくしかいごネットひろしま（2018年） ナレーション：古沢知子
- Yahoo! MAP すごい広島祭 キング軒1杯おごります（2018年2月26日 - 3月2日）浅田真由と出演、ナレーション：小林克也
- 損保ジャパン日本興亜ひまわり生命保険 収入保障保険 リンククロス じぶんと家族のお守り（2018年）妻・井上恵津子のご主人・中島尚樹として静止画出演
- 広島県議会議員一般選挙 あなたの家族の物語 ひろしま投票家族（2019年3月）父 役 ※妻・井上恵津子と夫婦役
- 大野石油店（2019年）
- ふくしかいごネットひろしま（2020年） ナレーション：中島尚樹
- (一社)広島県自動車整備振興会（2021年）妻・井上恵津子と出演
- 全国健康保険協会広島支部 CM「ジェネリック医薬品・お薬手帳アプリ使用促進」（2023年）妻・井上恵津子と出演

## ラジオ

### 過去の放送

#### 広島FM（HFM）
- club DAM Jump（2001年4月～終了）
- MUSIC CYBER（2002年10月～終了）
- COLLEGE NODLE（2002年4月～終了）
- MODEL-ROOM.COM（2003年10月～終了）

#### エフエムななみ（FM77.3）
- 中島尚樹の金曜日はフライデー（2004年4月～終了）
- 中島尚樹の金曜日はフライデー2（2006年4月～終了）
- そっとしといて（2007年4月～終了）

#### RCCラジオ（中国放送）
- Canvas（2014年7月11日）
- 西田篤史のシンラジラ（2024年10月8日）

## WEB
- 広島県 若者の消費者被害防止サイト『相談してム～チョ！～Stop the 泣き寝入り～ 』ナッキー&ネイリー THE REAL ～突撃街頭インタビュー ナッキーが行く～」（2016年 - 2017年3月、広島県）
中島尚樹が広島県消費者啓発キャラクター「ナッキー＆ネイリー」のナッキーに扮し、広島県内の街角や観光地で実際に消費者トラブルに遭った経験などについて、若者に突撃インタビュー。

## イベント
- 庄原よいとこ祭（第31回2011年 - 第39回2019年、第41回2023年[39]、庄原市）妻・井上恵津子と夫婦でよいとこ司会
- 第102回 プチ街コンin堀川町（2014年6月21日） 司会　サプライズゲスト 妻・井上恵津子
- HOMEぽるフェス2015 EDION presents 第1回紅白カープソング歌合戦（2015年11月14日、基町クレド） 白組キャプテン
- 酒まつり2016（2016年10月8日・9日、東広島市西条） 妻・井上恵津子と夫婦で司会
- 中島尚樹・HIPPY トークlive（2016年12月17日、ボートレース宮島「ROKU」）
- イトーヨーカドー福山店専門店街 SUMMER FAIRスペシャルステージ　一夜限りのヒーローショー（2017年8月15日、イトーヨーカドー福山店専門店街 屋上特設会場） 主演：さいねい龍二、妻・井上恵津子も出演。
- HIROSHIMA FASHION WEEK メインイベント『FASHION WALK』（2017年10月8日、本通り・金座街）
- JA広島市ふれあいパーティー こいぶみ×森コンin安芸太田町（2017年10月21日、山県郡安芸太田町 温井ダム周辺）妻・井上恵津子と夫婦でふれあいサポーター
- happyこいのわイベント（2017年10月28日、広島国際会議場） 妻・井上恵津子と夫婦でおせっかいゲスト
- 西国街道謎解きウォーク（2021年3月 - 、企画：広島市中区役所職員）プロデュース[40]

コムズ安佐パーク夜祭りMC

## 連載
コラム
- 中島尚樹のコレが言いたい！（月刊 WINK 広島）
- 中島尚樹の読むサプリ（月刊タウン情報ひろしま（TJ Hiroshima））
- 中島尚樹の劇団マージブル日和（TJ Hiroshima、2017年5月号 - 2021年9月号）
- 中島家チャンネル反省会（TJ Hiroshima、2021年10月号 - ）

その他
- 井上恵津子『広島ローカルタレントえっちゃんの残念な夫・観察日記』（月刊 WINK 広島、2015年7月号～）連載中
中島尚樹の妻によるコラム連載。夫＝広島ローカルタレント・中島尚樹。
連載周年記念ごとに毎年6月号[41]は休載し、代わりに中島尚樹による「広島ローカルタレントなおきの残念な妻・観察日記 特別編」を掲載。

## 表紙
- 介護フリー情報誌 Gentle 2019 September Vol.2（広島県福祉・介護人材確保等総合支援協議会）妻・井上恵津子と

## 書籍
- スティーブと中島尚樹の お笑い広島英会話（2004年8月、ザ・メディアジョン） ISBN 978-4902024395

## DVD
- アグレッシブですけど、何か? つながり放浪編 （2011年5月26日）[42]
- アグレッシブですけど、何か?! ときめき怪奇編 （2014年1月16日）

## ゲーム

### ゲーム(デジタル)
2006年
- リクルート発行『お仕事R25』で「決算！犬部長！」紹介。
- 学習天国サイトで「よくある脱出ゲーム学習天国バージョン」公開。
- 広島ホームテレビサイトでゲーム「ホビーの匠」公開。
- 第20回東京ビジネスサミット2006でゲームの試遊展示。
- テレビ東京『うぇぶたま』で「よくある脱出ゲーム」紹介。

2007年
- ドラフト関連データサイトで「高校野球ゲーム熱闘！犬部長！」公開。
- ラジオ大阪『アイドル大阪環状線』で「熱闘！犬部長！」登場。
- クリエイターデザイナー発掘･支援サイト「LASO」でインタビュー掲載。
- les Romanesquesサイトで「パパラッチ大作戦」公開。

2008年
- 楽天市場「テレビゲーム」のショッピングソムリエに就任。
- 携帯サイト「脱出ゲーム取り放題」で「ESCAPE ENGLISH」公開。
- 携帯サイト「ゲームセンター中島尚樹」が3キャリアでオープン。

2009年
- 携帯サイト「ゲーマート」で携帯ゲーム公開。
- 広島PARCO「15TH ANNIVERSARY」で抽選機を製作。
- 小太郎ゲームで「脱出ゲーム シックス」公開。
- 小林幸子公式グッズ携帯ストラップ『小林シャチ子』発売記念ゲームを製作。
- Lil'B『つないだ手』シングル購入者特典携帯ゲームのゲームシステムを製作。
- CLIFF EDGEプロデュースの携帯ゲームを製作。

2010年
- 無料携帯サイト「モバゲータウン」に自作ゲーム登場。
- ケツメイシ会員制モバイルサイト「CLUBケツメイシ」の『ケツメンベーダー』のゲームシステムとプログラムを担当。

### ボードゲーム（アナログ）
- 神の奇跡ゲーム（2017年3月12日発売） 中島尚樹 初制作のボードゲーム
2017年3月12日、国内最大規模のアナログゲームイベント 『ゲームマーケット2017神戸』（会場：神戸国際展示場）にて発売。2017年3月13日、ぽるぽるSHOPにてネット販売開始。

### 受賞歴
- 2007年 2月 6日 BroadStarAward2007で「リフティングゲーム線引き」が特別賞を受賞。
- 2008年 6月24日 クリ援作品コンテストで「モジモジウェスタン」が奨励賞を受賞。
- 2008年10月24日 ブロスタTVアワード2008で「バクテリア」がゲーム部門賞を受賞。

## 劇団マージブル
主宰：なかしまなおき
劇団マージブルは、正式メンバーを中島尚樹のみとし、公演ごとに出演者を招集。
TJ Hiroshima2017年8月号にて本公演を1年以上休むことを発表。但し、落語会などの活動は続けるとのこと。
2017年4月第5回以来となる第6回本公演が2019年8月に開催される。

### 公演
- 劇団マージブル第1回作品（旗揚げ作品） アグレッシブですけど、何か?!スピンオフ公演『多数決刑事〜松本裕見子殺人事件〜』（2014年9月4日・5日・10月17日、広島市南区民文化センター）
- 劇団マージブル第2回作品 STUDIO MAPLE×男肉 du Soleil×劇団マージブル×ハルカ 合同公演『メテオ☆ヒッツ』（2015年2月26日・27日・28日・3月1日、STUDIO MAPLE）
- 劇団マージブル第3回本公演『藁の中の七面鳥』（2016年2月14日・20日・27日・28日、エディオンスタジオ紙屋町）
- 劇団マージブル第4回本公演『パンチ♪ライン』（2016年5月28日・29日・6月11日・12日、エディオンスタジオ紙屋町）
- 劇団マージブル第5回本公演『ミクロ マッシーン』（2017年4月3日 - 8日、バックビート広島）
- 劇団マージブル座長公演『絆(コネ)』（2018年6月15日・16日・17日、山小屋シアター）脚本：ザ・ギース、シソンヌ、ラフレクラン
- 劇団マージブル×グンジョーブタイ×広島ダンススタジオFLEX　心霊野球ミュージカル『アナタの知らないセ界』（2018年12月20日・21日・22日、広島市南区民文化センター）
- カープ道PRESENTS劇団マージブル第6回作品「胸キュン注意報」（2019年8月1日-3日、ひと・まちプラザ北棟6Fマルチメディアスタジオ）
  - 2019年8月1日ゲスト 19時〜 HOME斉藤亜緒衣アナウンサー
  - 2019年8月2日ゲスト 15時〜 ソタ
  - 2019年8月2日ゲスト 19時〜 HIROSHIMA GO!GO!
  - 2019年8月3日ゲスト 12時〜 HIPPY
  - 2019年8月3日ゲスト 16時〜 渕上里奈

### ラジオ
- DAY!（2014年8月11日・2014年10月7日・2016年2月1日、広島FM）
- 9ジラジ（2018年6月13日、広島FM）

### インターネット配信
- 広島ホームテレビ ぽるぽるLIVE on エムキャス　劇団マージブルの時間（ - 2018年4月5日最終回、毎週木曜18時30分〜、紙屋町シャレオ中央広場内「シャレオぽるぽるSTUDIO」よりインターネット生配信、スマホアプリ「エムキャス」、もしくは、広島ホームテレビのホームページで視聴）